# Clairette de Die

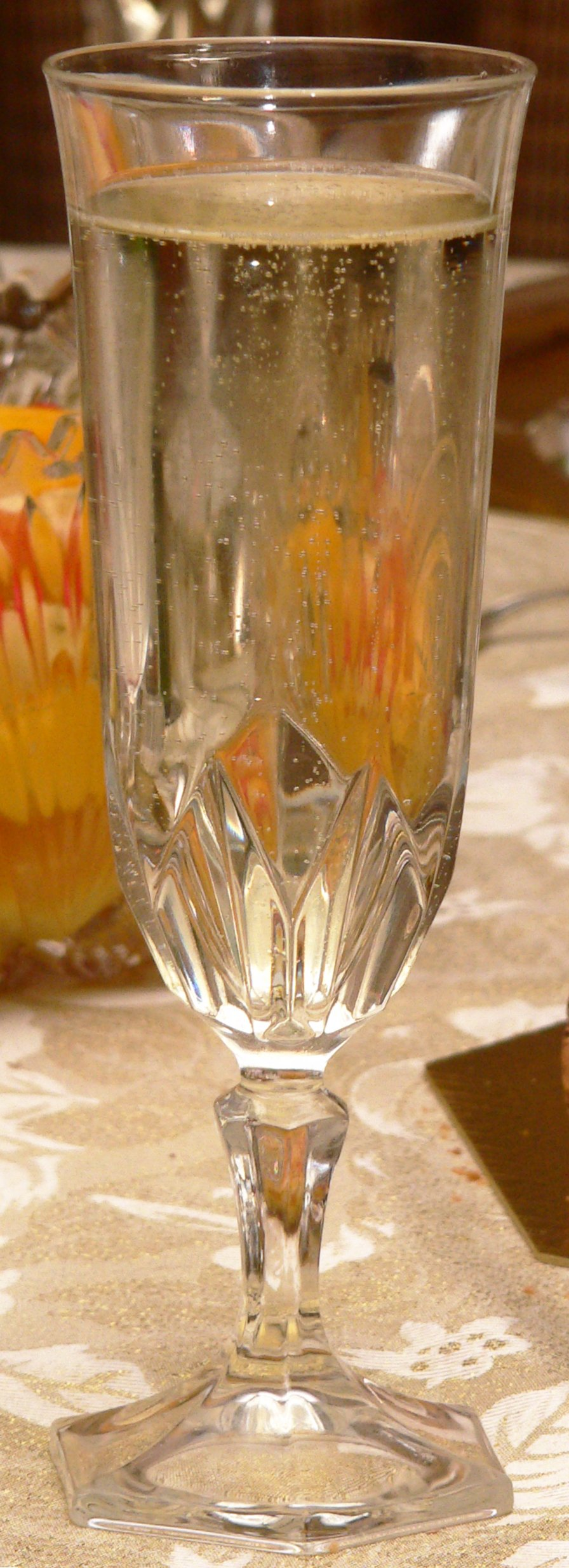
Ein Glas Clairette de Die

Clairette de Die ist eine Appellation für Schaumwein im mittleren Abschnitt der großen Weinbauregion Rhône. Die Weinberge liegen in 31 Gemeinden östlich von Crest in unmittelbarer Nähe der namensgebenden Stadt Die am Nebenfluss Drôme auf der orographisch linken Seite der Rhone. Einige Weinberge reichen bis an das Bergmassiv des Vercors heran. Seit dem 26. März 1993 verfügt das Weinbaugebiet über den Status einer Appellation d’Origine Contrôlée (auch kurz AOC genannt). Schon am 30. Dezember 1942 gab es eine Appellation gleichen Namens. Damals wurden die Herstellverfahren für den Schaumwein nicht präzisiert und ein weißer Stillwein war ebenfalls unter dem Namen Clairette de Die zu erhalten. Daher kam es im Jahr 1993 zu einer Neuordnung der Appellation und es wurden innerhalb der gleichen Region noch die Appellationen Crémant de Die und Coteaux de Die gegründet.
Im Jahr 1998 wurden auf 1.232 Hektar Rebfläche 71.644 Hektoliter Schaumwein erzeugt.
Weinbau wurde in der Region schon zur Zeit der Römer betrieben. Das bezeugt der Geschichtsschreiber Plinius der Ältere, der den Wein der Region in seinem um 77 entstandenen Werk Naturalis historia beschrieb.
Der Schaumwein muss nach den Regeln der méthode dioise ancestrale erzeugt werden. Dabei wird der frisch gepresste Most vor der Gärung für ca. 48 Stunden bis auf minus 3 °C abgekühlt und dann bei niedrigen Temperaturen gären gelassen. Der noch nicht ausgegorene, süße und stille Wein wird dann auf Flaschen gezogen. Zu diesem Zeitpunkt verfügt der halbvergorene Most noch über einen Restzuckergehalt von mindestens 55 g/l. In der Flasche gärt der Wein mindestens 4 Monate und erreicht einen Alkoholgehalt von etwa 7,5 % Vol. bei einer verbleibenden Restsüße von mindestens 35 g/l. Nach dem Entfernen der Heferückstände wird der Wein in neue Flaschen gefüllt. Es erfolgt aufgrund der Restsüße keine Dosage mit Versandlikör.
Zugelassene Rebsorten sind die Clairette Blanche und der Muscat blanc à petits grains. Obwohl es die Clairette ist, die dem Wein seinen Namen gibt, muss der Anteil der Muskat-Traube bei mindestens 75 % liegen. Dieser verleiht dem Clairette de Die seine ungemein fruchtige Muskatnote.

## Zugelassene Gemeinden
Aix-en-Diois, Aouste-sur-Sye, Aubenasson, Aurel, Barsac, Barnave, Beaufort-sur-Gervanne, Châtillon-en-Diois, Die, Espenel, Laval-d’Aix, Luc-en-Diois, Menglon, Mirabel-et-Blacons, Molières-Glandaz, Montclar-sur-Gervanne, Montlaur-en-Diois, Montmaur-en-Diois, Piégros-la-Clastre, Ponet-et-Saint-Auban, Pontaix, Poyols, Recoubeau-Jansac, Saillans, Saint-Benoit-en-Diois, Saint-Roman, Saint-Sauveur-en-Diois, Sainte-Croix, Suze-sur-Crest, Vercheny und Véronne.